# Freguesia (Jacarepaguá)
Freguesia de Jacarepaguá é um bairro da Zona Oeste do município do Rio de Janeiro. Faz limite com Tanque à norte; Pechincha à oeste; Cidade de Deus, Gardênia Azul, e Jacarepaguá à sudoeste; Anil à sul, e com a Floresta da Tijuca à leste, sendo oficialmente parte de Água Santa já na Zona Norte. Nas últimas pesquisas sua renda média domiciliar era a 23° melhor do Rio de Janeiro dentre 160 bairros avaliados, sendo considerado alto. Usa-se o pseudônimo de "'Freguesia de Jacarepaguá'" para diferenciar o bairro homônimo na Ilha do Governador, Zona Norte do Rio de Janeiro, mas ainda é conhecido popularmente como Freguesia.

## História
Foi a primeira freguesia da região da Baixada de Jacarepaguá e assim, a primeira na então zona rural do município (atual Zona Oeste, tendo sido fundada em 1661). Seu nome atual vem da antiga denominação, Freguesia de Nossa Senhora da Loreto e Santo Antônio de Jacarepagua. Possui uma área de 1.039,61 hectares e, em 2000, sua população estimada era de 54.010 habitantes, em 2010 passou para 70.511 habitantes.

## Estrutura
Constituído bairro independente em 1981 (até então, fazia parte do bairro de Jacarepaguá), hoje é um bairro com comércio em franco desenvolvimento, possuindo diversas galerias comerciais: Freguesia Center, Main Street, Unicenter, Upside Araguaia, Tirol Trade Center e Passarela de Jacarepaguá. e dois shoppings centers, o Quality Shopping que conta com alguns cursos, lojas, playground e teatro e o Rio Shopping, hoje Rio Office & Mall com mais opções de lazer e serviços. Representa o segundo polo econômico de Jacarepaguá (perdendo apenas para a Taquara). Possui também diversos mercados: Assaí, Mundial, Prezunic, Vianense e Armazém Urbano.
É uma região que está começando a desenvolver o empreendedorismo, inovação e tecnologia.
Há previsão da construção de um mega shopping center com inauguração prevista para 2019, que será o maior da região de Jacarepaguá, construído pela Multiplan, mesma empresa proprietária do complexo Barra Shopping, Village Mall e Park Shopping Campo Grande.

## Serviços públicos
No Rio Office & Mall há um Juizado Especial Cível, Detran, uma Subseção da OAB e a Subprefeitura de Jacarepaguá.

## Padrão imobiliário
É o um dos bairros que mais recebe lançamentos imobiliários no Rio de Janeiro, entre 2005 e 2010 o bairro recebeu 3.000 novos apartamentos residenciais, na sua maioria de alto padrão, e com dois e três quartos, apenas 2% dos seus imóveis são conjugados. Seus edifícios são concentrados principalmente nas ruas adjacentes ao largo do bairro, que são mais largas e próximas as saídas do bairro, como Araguaia, Joaquim Pinheiro, Três Rios e Bananal; também há um "eufórico" lançamento de lojas comerciais, na sua maioria na Estrada dos Três Rios. Mesmo assim, conserva suas diversas casas amplas e confortáveis com jardins e piscina, principalmente nos condomínios afastados das áreas comerciais e verticalizadas, já mais próximas à floresta da Tijuca. Ao longo da Estrada do Pau-Ferro, Rua Geminiano Góis, Estrada do Bananal, Estrada do Quitite e Estrada da Uruçanga destacam-se condomínios Paraíso, Suíça Carioca, II Suíça, Eldorado, Capim Melado, Vilarejo, Pedras Douradas, Vale do Pau-Ferro, Vale Real, Franz Post, Bosque do Sabiá, Colina das Acácias, Colina Verde e Vivendas da Serra.

### Localização
É um centro imobiliário valorizado na região, considerado um bairro nobre da Zona Oeste, devido a seus imóveis de alto padrão e à proximidade da Auto-estrada Grajaú-Jacarepaguá (acesso à Grande Tijuca e Zona Central) e à "Linha Amarela" (acesso à Barra da Tijuca, Ilha do Governador e Subúrbio) e os bairros mais próximos (Curicica, Pechincha, Praça Seca, Tanque e Taquara), que conferem ao bairro uma privilegiada localização.

### Valorização imobiliária
Um levantamento realizado pelo Centro de Pesquisa e Análise da Informação (Cepai), do Sindicato da Habitação do Rio (Secovi-Rio) em 2011, aponta considerável variação de preços dentro da XVI região. Em Jacarepaguá, o valor do metro quadrado é 26,64% mais alto na Freguesia que a média dos demais bairros (Anil, Curicica, Pechincha, Praça Seca, Tanque, Taquara e Vila Valqueire); o que foi reafirmado por uma reportagem de 2012 do jornal Extra.

## Faixa Etária da População
O gráfico abaixo apresenta a faixa etária da população da Freguesia, em 2010:
| Faixa Etária | População | Porcentagem |
| ------------ | --------- | ----------- |
| 0 a 4 anos   | 3 878     | 5.5%        |
| 0 a 14 anos  | 12 692    | 18%         |
| 15 a 64 anos | 50 627    | 71.8%       |
| ≥65 anos     | 7 192     | 10.2%       |

## Educação
Colégios: Instituto Nossa Senhora da Piedade, Colégio John Dewey (MV1 Total), Colégio Senhora da Pena, PH, Colégio e Curso QI, Intellectus, Ponto de Ensino, Bahiense, Luiz de Camões, Nossa Senhora da Piedade II, Colégio e Curso ícaro, Primus, Unidade Integrada Garriga de Menezes, Santa Mônica, GAU, etc.
Campi universitário: Cândido Mendes, Estácio de Sá, Faculdade Signorelli, Universidade Silva & Souza, e Faculdades Integradas de Jacarepaguá.

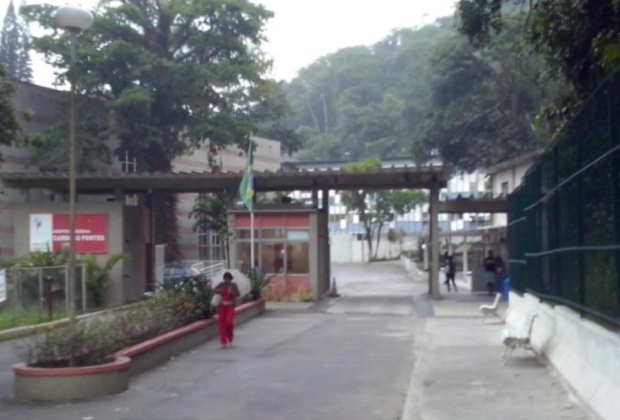
Hospital Federal Cardoso Fontes

## Saúde
Ao redor do Largo da Freguesia e Estrada dos Três Rios existem diversas clínicas e consultórios, além do bairro contar com um hospital da Rede D'or, o Rios D'or, situado na Estrada dos Três Rios, e o Hospital e Maternidade AMIU. Próximo à região também se encontra o Hospital Federal Cardoso Fontes localizado na Avenida Menezes Cortes.

## Segurança
Já foi um bairro muito tranquilo, onde andar pelas ruas a qualquer hora do dia não era um problema. Mesmo com o policiamento presente nos arredores, depois que a guerra em Jacarepaguá começou (janeiro de 2023) todos os bairros da região foram afetados. Existe poucas comunidades sendo a mais famosa no final da Rua Tirol, entretanto está localizado perto de bairros como Gardênia Azul, Cidade de Deus e Rio das Pedras.

## Gastronomia
Possui diversos bares e restaurantes fortemente frequentados pelos moradores do bairro, sendo um emergente bairro boêmio da cidade. Há um projeto em tramitação de transformar o trecho das ruas Araguaia, Xingu, Ituverava e o Largo do Anil (limite do bairro) em um pólo gastronômico, de acordo com reportagem do jornal O Globo. Nesse trecho existem 26 restaurantes catalogados, como Barril 8000, Churrascaria e Restaurante TemKilo, Baixo Araguaia, Badalado, Resenha, Balada Mix, Espaço Carioca, Na Pressão, Taboca Rio, Espetto Carioca, Mais Sushi, Manoel & Juaquim, Rancho Verde, Revolution Pub e Tio Frank.

## Shoppings
Atualmente a Freguesia possui 2 shoppings:
- «Rio Office & Mall». (antigo Rio Shopping), localizado na Estrada do Gabinal 313;
- «Quality Shopping». localizado na Av. Geremário Dantas 1400 - Freguesia - CEP. - Tel. (21) 2436-7000

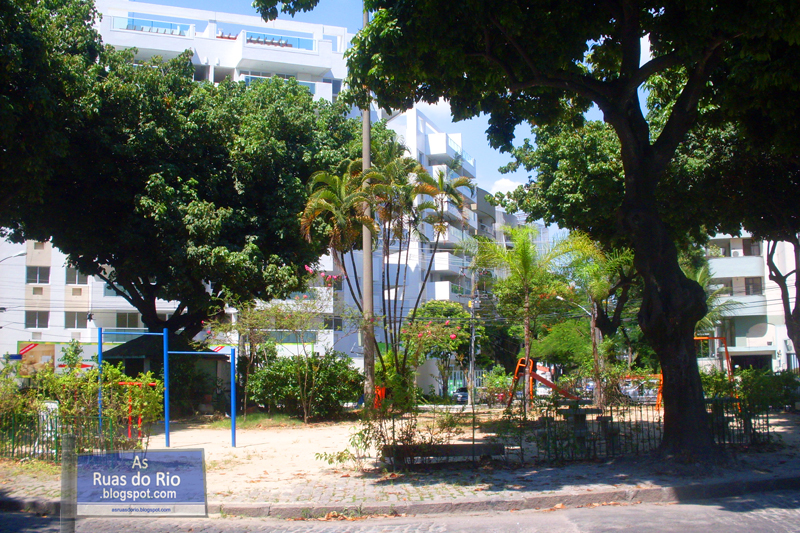
Praça Mac Gregor
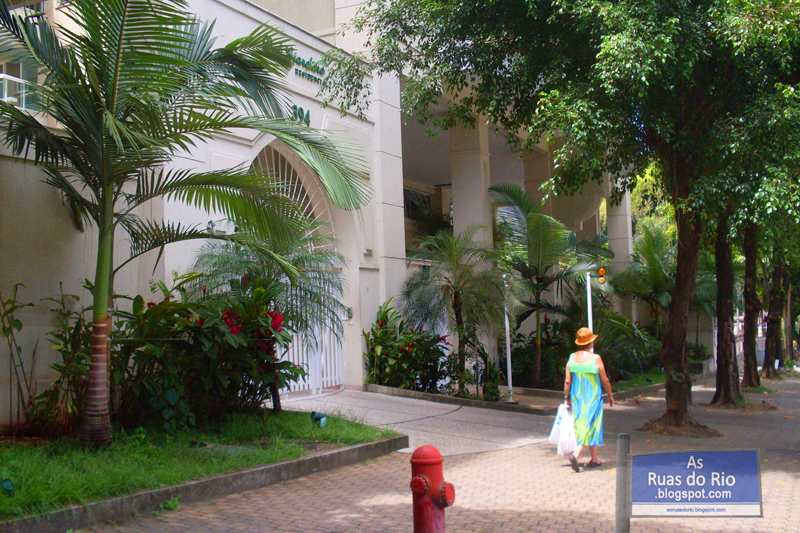
Rua Araguaia

## Centro Comercial
Main Street, localizado na Estrada dos Três Rios, 200 - Freguesia - CEP. 22.755-002 - Tel. (21) 2443-8204 - Administração - Síndico: João Luiz G. de Oliveira.
UNICENTER, localizado na Estrada de Jacarepaguá, 7655 - Freguesia - CEP:22753-033. Rio Office & Mall (antigo Rio Shopping), localizado na Estrada do Gabinal 313.

## Turismo

### Parque municipal
Possui uma reserva ecológica, o Bosque da Freguesia, local tranquilo e arborizado ótimo para fazer caminhadas junto à natureza.

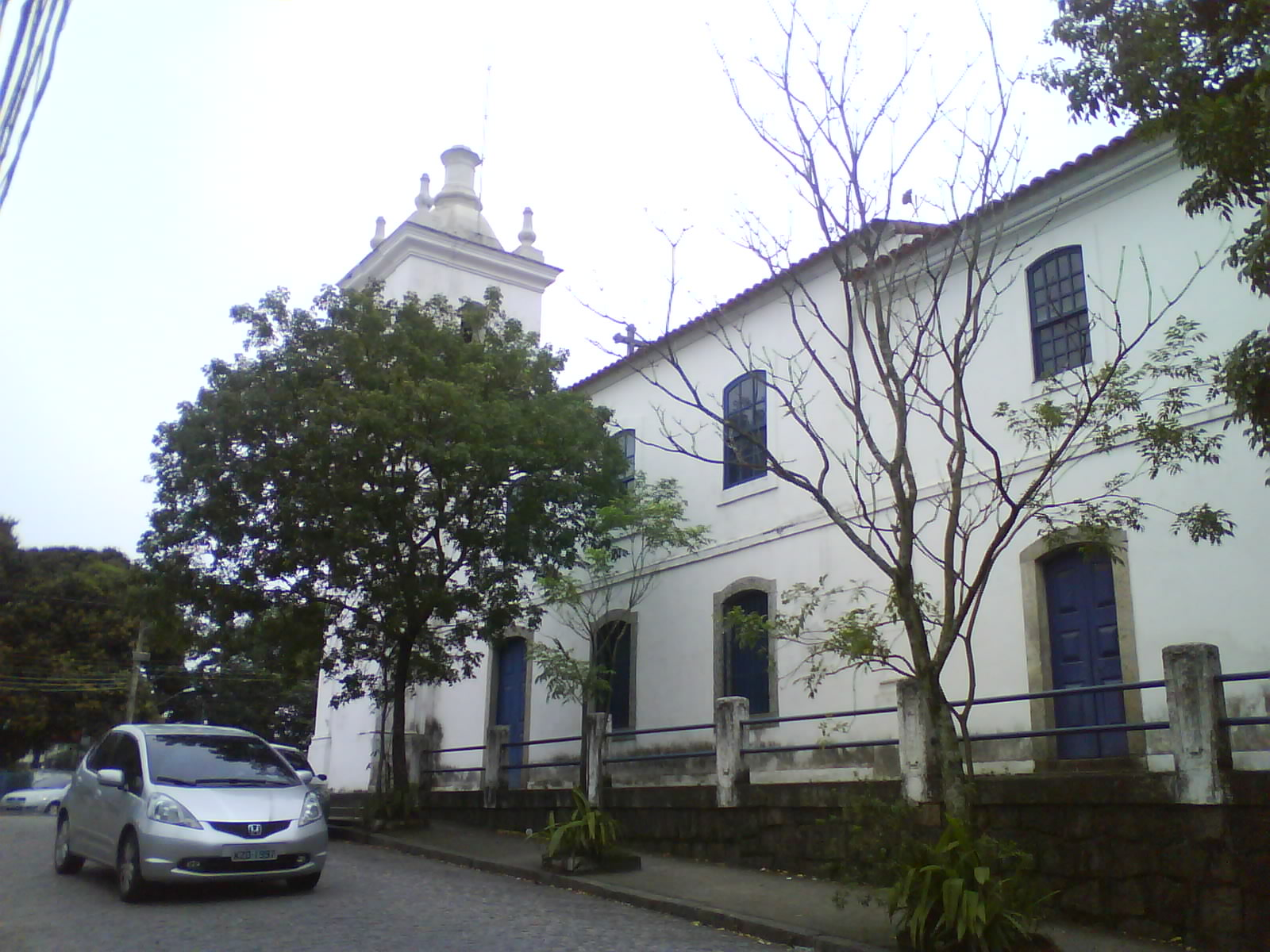
Igreja Nossa Senhora do Loreto

### Cartão postal
A Igreja Nossa Senhora da Penna fica no topo do Morro da Penna (Pedra do Galo), a 160 metros de altura e foi construída entre 1633 e 1642. É o segundo santuário mais antigo de Jacarepaguá, atrás, apenas, da Igreja de São Gonçalo do Amarante, no Engenho do Camorim, com data de 1625. 
É o principal ponto turístico do bairro. Apesar de aprazível, devido sua bela vista de Jacarepaguá e adjacências, era pouco visitada devido a dificuldade de acesso - uma ladeira íngreme e estreita, com calçamento de pedras. Esse problema foi resolvido com a inauguração em agosto de 2014 do plano inclinado - sistema de elevador diagonal - com capacidade para 18 pessoas por viagem. O trajeto tem 110 metros entre as estações e a viagem tem duração de 4 minutos. Há ainda um elevador para oito pessoas, que liga a estação superior ao pátio da capela.

## Principais vias
- Avenida Carlos Lacerda (Linha Amarela)
- Avenida Geremário Dantas
- Estrada de Jacarepaguá
- Estrada do Bananal
- Estrada do Gabinal
- Estrada do Guanumbi
- Estrada do Pau-Ferro (Grajaú-Jacarepaguá)
- Estrada dos Três Rios
- Rua Araguaia
- Rua Comandante Rubens Silva
- Rua Geminiano Góis
- Rua Ituverava
- Rua Tirol